# Turistický průvodce po Lancre
Turistický průvodce po Lancre (anglicky A Tourist Guide to Lancre) je čtvrtá ze série map Zeměplochy. Zachycuje malé horské království Lancre, kde žijí mj. hlavní hrdinky série knih o čarodějkách. Namalována byla Stephenem Briggsem a Paulem Kidbym za spolupráce Terryho Pratchetta, který také společně se Stevenem Briggsem napsal komentář. V angličtině vyšla v roce 1998, ale do češtiny ji kvůli neúspěchu prvního českého vydání Smrťovy říše přeložili až v roce 2006 Petr Čáp a Lenka Weingartová. Zajímavostí je, že mapa Lancre v angličtině vyšla už o rok dříve, než mapa Smrťovy říše.